# ديفيد بيست
ديفيد بيست هو متزلج جماعي كندي، ولد في 26 سبتمبر 1979 في إدمونتون في كندا.

## وصلات خارجية
- ديفيد بيست على موقع IBSF (الإنجليزية)
- ديفيد بيست على موقع اللجنة الأولمبية الدولية (الإنجليزية)
- ديفيد بيست على موقع أوليمبيديا (الإنجليزية)
- ديفيد بيست على موقع اللجنة الأولمبية الكندية (الإنجليزية)